# Solo in Soho
Solo in Soho är sångaren Phil Lynotts debutalbum som soloartist. Skivan släpptes den 17 september 1980, då Lynott fortfarande var medlem i Thin Lizzy.

## Låtlista
Samtliga låtar skrivna av Phil Lynott, om inte annat anges.
1. "Dear Miss Lonely Hearts" (Jimmy Bain/Phil Lynott) - 4:11
2. "King's Call" – 3:40 (featuring Mark Knopfler gitarr)
3. "A Child's Lullaby" – 2:43
4. "Tattoo (Giving It All Up for Love)" – 3:21
5. "Solo in Soho" – 4:15
6. "Girls" (Jimmy Bain/Phil Lynott/Brian Robertson) - 4:00
7. "Yellow Pearl" (Midge Ure/Phil Lynott) - 4:06
8. "Ode to a Black Man" – 4:06
9. "Jamaican Rum" – 2:43
10. "Talk in '79" – 3:00

## Medverkande
- Phil Lynott - elbas, gitarr, keyboard, Minimoog, vocoder, slagverk, sång
- Scott Gorham - gitarr
- Gary Moore - gitarr
- Snowy White - gitarr
- Mark Knopfler - gitarr
- Jimmy Bain - piano, synth, minimoog
- Midge Ure - synth, minimoog
- Jerome Rimson - elbas
- Fiachra Trench - stråkinstrument
- Billy Curie - synth
- Brian Downey - trummor, slagverk
- Bob Benberg - trummor, slagverk
- Tony Charles - oljefat
- Andy Duncan - slagverk
- Huey Lewis - munspel